# Ochropleura ngariensis
Ochropleura ngariensis là một loài bướm đêm trong họ Noctuidae.